# 신경절이전신경섬유
자율신경계에서는 중추신경계에서 신경절까지의 신경섬유를 신경절이전 신경 섬유(preganglionic nerve fiber) 또는 절전 신경 섬유라고 한다. 교감신경이나 부교감신경에 있는 모든 신경절이전섬유는 콜린성(즉, 이 섬유는 아세틸콜린을 신경전달물질로 사용함)이며 수초화되어 있다.
교감신경절이전섬유는 부교감신경절이전섬유보다 짧은 경향이 있는데, 그 이유는 교감신경절이 종종 부교감신경절보다 척수에 더 가깝기 때문이다. 두 ANS(자율신경계)의 또 다른 주요 차이점은 발산(divergence)이다. 부교감 신경의 발산 인자는 대략 1:4인 반면, 교감 신경의 발산 인자는 최대 1:20까지 있을 수 있다. 이는 신경절 뉴런과 신경절 이전 섬유에 의해 형성된 시냅스의 수 때문이다.

## 같이 보기
- 신경절이후신경섬유 (postganglionic nerve fiber, 절후신경섬유)
- 신경섬유
- 가쪽회색질기둥 (lateral grey column)

1. ↑  대한의협 의학용어 사전, 대한해부학회 의학용어 사전 https://www.kmle.co.kr/search.php?Search=preganglionic&EbookTerminology=YES&DictAll=YES&DictAbbreviationAll=YES&DictDefAll=YES&DictNownuri=YES&DictWordNet=YES